# Símbolos astronômicos

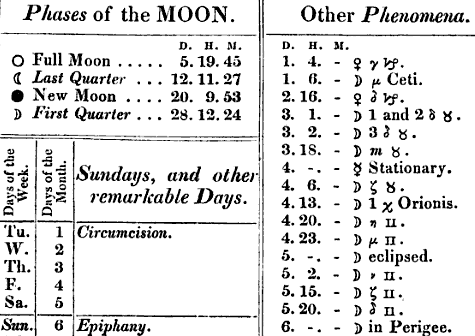
Este trecho do Almanaque Náutico de 1833 demonstra o uso de símbolos astronômicos, incluindo símbolos para as fases da lua, os planetas e as constelações zodiacais

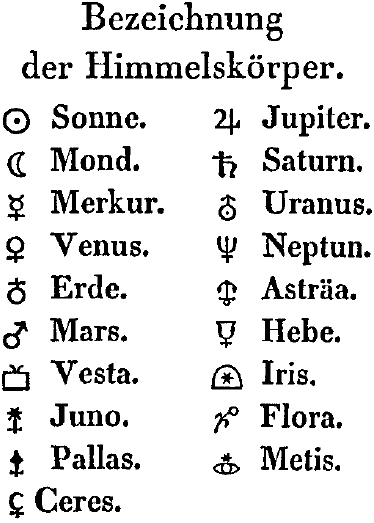
"Designação de corpos celestes" em um almanaque alemão impresso em 1850

Os símbolos astronômicos são símbolos pictóricos abstratos usados para representar objetos astronômicos, construções teóricas e eventos observacionais na astronomia europeia. As formas mais antigas desses símbolos aparecem em textos de papiro grego do final da antiguidade. Os códices bizantinos nos quais muitos textos de papiro grego foram preservados continuaram e ampliaram o inventário de símbolos astronômicos. Novos símbolos foram inventados para representar muitos planetas e planetas menores descobertos nos séculos XVIII a XXI.
Esses símbolos costumavam ser usados por astrônomos profissionais, astrônomos amadores, alquimistas e astrólogos. Embora ainda sejam comumente usados em almanaques e publicações astrológicas, sua ocorrência em pesquisas publicadas e textos sobre astronomia é relativamente rara, com algumas exceções, como os símbolos do Sol e da Terra aparecendo em constantes astronômicas e certos signos zodiacais usados para representar os solstícios e equinócios.
O Unicode atribuiu pontos de código formalmente à maioria dos símbolos, principalmente no Bloco de Símbolos Diversos e no Bloco de Símbolos e Pictogramas Diversos.

## Símbolos para o Sol e a Lua

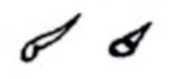
O símbolo do Sol no final do clássico (séc. IV) e no bizantino medieval (séc. XI)

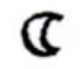
O símbolo da Lua no bizantino medieval (séc. XI) A aparência no final do Clássico era semelhante.

O uso de símbolos astronômicos para o Sol e a Lua data da antiguidade. As formas dos símbolos que aparecem nos textos em papiro originais dos horóscopos gregos são um círculo com um raio () para o Sol e um crescente para a Lua. O moderno símbolo do Sol, um círculo com um ponto (☉), apareceu pela primeira vez na Europa na Renascença.
Na literatura acadêmica moderna, o símbolo do Sol é usado para constantes astronômicas relacionadas ao Sol. Teff☉ representa a temperatura solar efetiva, e a luminosidade, massa e raio das estrelas são frequentemente representados usando as constantes solares correspondentes (L☉, M☉ e R☉, respectivamente) como unidades de medida.
| Nome | Símbolo              | Ponto de código Unicode | Exibição Unicode | Representa                                   |
| ---- | -------------------- | ----------------------- | ---------------- | -------------------------------------------- |
| Sol  | [ 13 ] [ 14 ] [ 15 ] | U+2609 (dec 9737)       | ☉                | o Sol (o centro do nosso sistema planetário) |
| Sol  | [ 3 ]                | U+1F71A (dec 128794)    | 🜚                | O Sol com um raio                            |
| Sol  | [ 16 ] [ 17 ]        | U+1F31E (dec 127774)    | 🌞︎               | A face do Sol ou "Sol em esplendor"          |

| Name                           | Symbol               | Unicode code point   | Unicode display | Represents                                                      |
| ------------------------------ | -------------------- | -------------------- | --------------- | --------------------------------------------------------------- |
| Lua ou lua crescente           | [ 18 ] [ 19 ] [ 20 ] | U+263D (dec 9789)    | ☽︎               | Uma lua increscente (crescente) (vista do hemisfério norte)     |
| Lua crescente                  | Lua crescente        | U+1F313 (dec 127763) | 🌓              | Uma semana no mês, metade do rosto visível iluminado            |
| Lua crescente                  | ou                   | U+1F31B (dec 127771) | 🌛︎              | Uma semana no mês, metade do rosto visível iluminado            |
| Lua cheia                      | [ 19 ] [ 20 ]        | U+1F315 (dec 127765) | 🌕︎              | Um círculo branco conforme aparece no céu noturno               |
| Lua cheia                      | [ 16 ] [ 22 ] [ 23 ] | U+1F31D (dec 127773) | 🌝︎              | Um círculo branco conforme aparece no céu noturno               |
| Lua minguante                  | Lua minguante        | U+1F317 (dec 127767) | 🌗              | Última semana do mês, a outra metade do rosto visível iluminada |
| Lua minguante                  | ou                   | U+1F31C (dec 127772) | 🌜︎              | Última semana do mês, a outra metade do rosto visível iluminada |
| Lua ou lua crescente minguante | [ 19 ] [ 20 ]        | U+263E (dec 9790)    | ☾               | Uma lua decrescente (minguante) (vista do hemisfério norte)     |
| Lua nova                       | [ 19 ] [ 20 ]        | U+1F311 (dec 127761) | 🌑︎              | Uma lua nova                                                    |
| Lua nova                       | [ 16 ] [ 22 ] [ 23 ] | U+1F31A (dec 127770) | 🌚︎              | Uma lua nova                                                    |

## Símbolos para os planetas

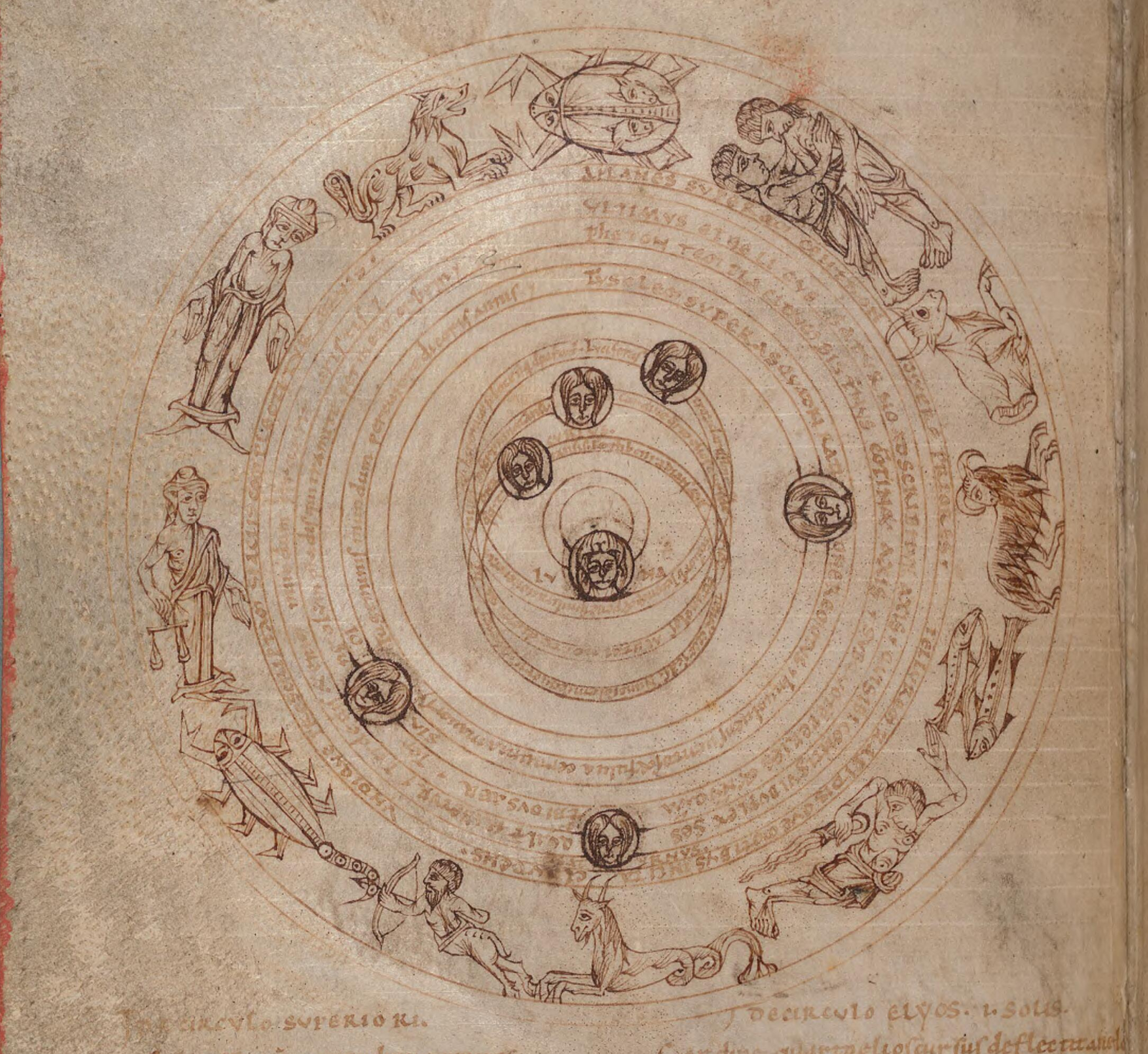
Representação medieval do zodíaco e os planetas clássicos. Os planetas são representados por sete faces

Os símbolos dos planetas clássicos aparecem em muitos códices bizantinos medievais, nos quais muitos horóscopos antigos foram preservados. Os símbolos escritos para Mercúrio, Vênus, Júpiter e Saturno foram rastreados até formas encontradas em textos de papiro grego tardio. Os símbolos de Júpiter e Saturno são identificados como monogramas dos nomes gregos correspondentes, e o símbolo de Mercúrio é um caduceu estilizado. De acordo com Annie Maunder, antecedentes dos símbolos planetários, eram usados na arte para representar os deuses associados aos planetas clássicos; O Bianchini's planisphere (planisfério de Bianchini), descoberto por Francesco Bianchini no século XVIII, produzido no século II, mostra personificações gregas de deuses planetários carregados com versões anteriores dos símbolos planetários: Mercúrio tem um caduceu; Vênus tem, preso a seu colar, um cordão conectado a outro colar; Marte, uma lança; Júpiter, um bastão; Saturno, uma foice; o Sol, um círculo com raios que irradiam dele; e a Lua, um cocar com uma lua crescente anexada.

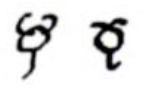
O símbolo de Mercúrio em manuscritos clássicos tardios (séc. IV) e bizantinos medievais (séc. XI)

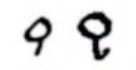
O símbolo de Vênus em manuscritos clássicos tardios (séc. IV) e bizantinos medievais (séc. XI)

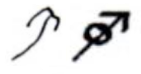
O símbolo de Marte em manuscritos clássicos tardios (séc. VI) e bizantinos medievais (séc. XI)

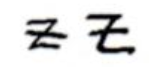
O símbolo de Júpiter em manuscritos clássicos tardios (séc. IV) e bizantinos medievais (séc. XI)

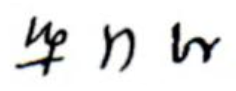
O símbolo de Saturno nos manuscritos clássicos tardios (séc. IV e V) e bizantinos medievais (séc. XI). Cf. kappa-rho, κρ.

Um diagrama no Compêndio de Astrologia do século XII do astrônomo bizantino Johannes Kamateros mostra o Sol representado pelo círculo com um raio, Júpiter pela letra Zeta (a inicial de Zeus, a contraparte de Júpiter na mitologia grega), Marte por um escudo cruzado por uma lança, e os planetas clássicos restantes por símbolos semelhantes aos modernos, sem a marca cruzada na parte inferior das versões modernas dos símbolos de Mercúrio e Vênus. Essas marcas cruzadas aparecem pela primeira vez por volta do século XVI. De acordo com Maunder, o acréscimo de cruzes parece ser "uma tentativa de dar um sabor do cristianismo aos símbolos dos antigos deuses pagãos".
Os símbolos de Urano foram criados logo após sua descoberta. Um símbolo, , inventado por Johann Gottfried Köhler e refinado por Johann Elert Bode, pretendia representar o metal platina recém-descoberto; como a platina, comumente chamada de ouro branco, foi encontrada por químicos misturada com ferro, o símbolo da platina combina os símbolos alquímicos dos elementos planetários ferro, ♂, e ouro, ☉. Outro símbolo, , foi sugerido por Jérôme Lalande em 1784. Em uma carta a William Herschel, Lalande o descreveu como "un globe surmonté par la première lettre de votre nom" ("um globo encimado pela primeira letra do seu nome"). Hoje, o símbolo de Köhler é mais comum entre os astrônomos e o de Lalande entre os astrólogos, embora não seja incomum ver cada símbolo no outro contexto.
Vários símbolos foram propostos para Netuno para acompanhar os nomes sugeridos para o planeta. Reivindicando o direito de nomear sua descoberta, Urbain Le Verrier originalmente propôs o nome Netuno e o símbolo de um tridente, enquanto afirmava falsamente que isso havia sido oficialmente aprovado pelo Bureau des Longitudes francês. Em outubro, ele tentou nomear o planeta para Leverrier com seu próprio nome, e ele teve o apoio leal nisso do diretor do observatório, François Arago, que por sua vez propôs um novo símbolo para o planeta (). No entanto, essa sugestão encontrou forte resistência fora da França. Os almanaques franceses reintroduziram rapidamente o nome Herschel para Urano, em homenagem ao descobridor desse planeta, William Herschel, e Leverrier para o novo planeta. O professor James Pillans, da Universidade de Edimburgo, defendeu o nome de Janus para o novo planeta e propôs uma chave para seu símbolo. Enquanto isso, o astrônomo russo-alemão Friedrich Georg Wilhelm Struve apresentou o nome Netuno em 29 de dezembro de 1846 à Academia de Ciências de São Petersburgo. Em agosto de 1847, o Bureau des Longitudes anunciou sua decisão de seguir a prática astronômica prevalecente e adotar a escolha de Netuno, com Arago abstendo-se de participar dessa decisão.
A União Astronômica Internacional desencoraja o uso desses símbolos em artigos de periódicos, embora eles ocorram. Em certos casos onde símbolos planetários podem ser usados, como nos títulos das tabelas, o IAU Style Manual permite certas abreviações de uma e (para eliminar a ambiguidade de Mercúrio e Marte) para os nomes dos planetas.
| Nome     | Abreviatura IAU | Símbolo      | Ponto de código Unicode | Exibição Unicode | Representa |
| -------- | --------------- | ------------ | ----------------------- | ---------------- | --- |
| Mercúrio | H, Me           | [13][14][39] | U+263F (dec 9791)       | ☿                | Caduceu de Mercúrio, com uma cruz[7] |
| Vênus    | V               | [13][14][39] | U+2640 (dec 9792)       | ♀                | Talvez o colar de Vênus ou um espelho de mão (de cobre), com uma cruz[18][39]                                                                                 |
| Terra    | E               | [13][14][39] | U+1F728 (dec 128808)    | 🜨                | Os quatro cantos do mundo, divididos pelos quatro rios que descem do Éden[40][a]                                                                              |
| Terra    | E               | [14][18][19] | U+2641 (dec 9793)       | ♁                | Um globus cruciger[41] |
| Marte    | M, Ma           | [13][14][39] | U+2642 (dec 9794)       | ♂                | Escudo e lança de Marte[13][18][39] |
| Júpiter  | J               | [13][14][39] | U+2643 (dec 9795)       | ♃                | A letra Zeta com um traço abreviado (de Zeus, o equivalente grego ao deus romano Júpiter)[7]                                                                  |
| Saturno  | S               | [13][14][39] | U+2644 (dec 9796)       | ♄                | As letras kappa-rho com um traço de abreviatura (para Kronos, o equivalente grego do deus romano Saturno), com uma cruz[7]                                    |
| Urano    | U               | [26][27]     | U+26E2 (dec 9954)       | ⛢                | símbolo do elemento platina recentemente descrito, que foi inventado para fornecer um símbolo para Urano[26][27]                                              |
| Urano    | U               | [19][20][39] | U+2645 (dec 9797)       | ♅                | Um globo encimado pela letra "H" (para William Herschel, que descobriu Urano)[28] (mais comum na literatura antiga ou britânica)                              |
| Netuno   | N               | [13][14][20] | U+2646 (dec 9798)       | ♆                | Tridente de Netuno[13] |
| Netuno   | N               | [33][39]     | U+2BC9 (dec 11209)      | ⯉                | Um globo encimado pelas letras "L" e "V", (para Urbain Le Verrier, que descobriu Netuno)[33][39] (mais comum na literatura antiga, especialmente na francesa) |

## Símbolos para asteroides

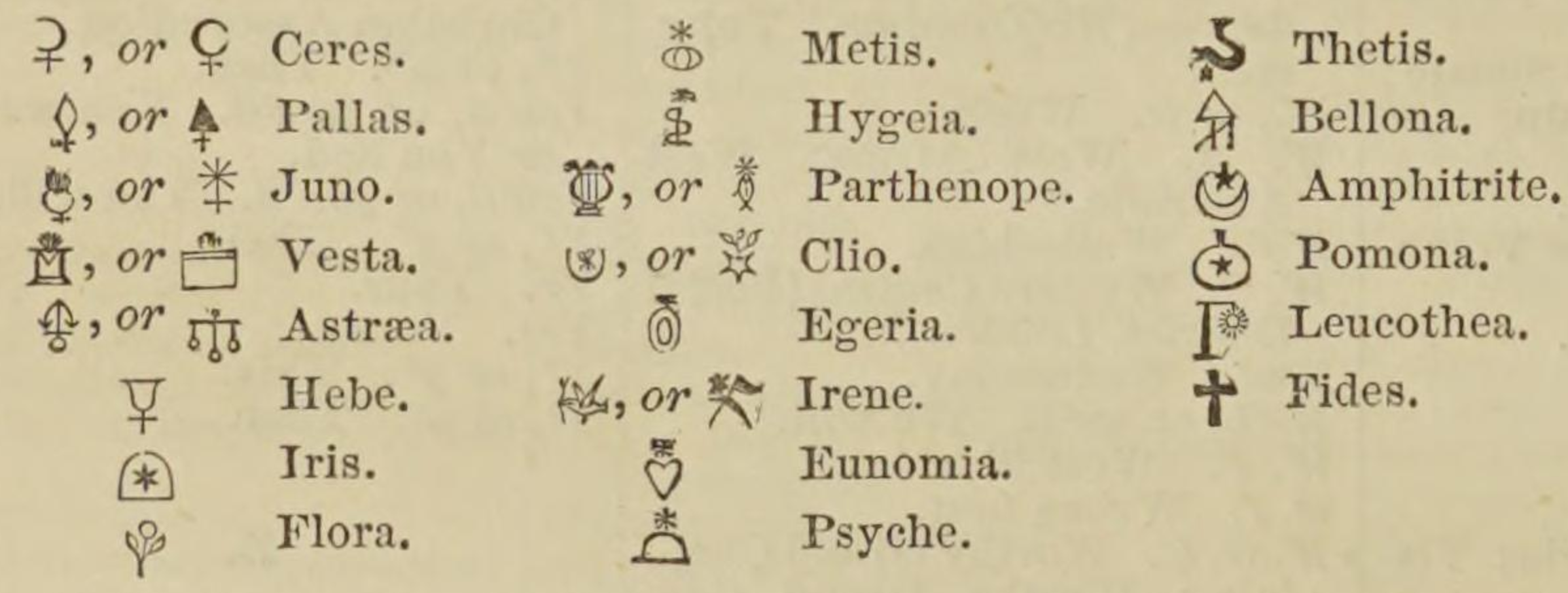
Lista de símbolos para os corpos celestes do cinturão de asteroides, 1864

Após a descoberta de Ceres em 1801 pelo astrônomo e padre católico Giuseppe Piazzi, um grupo de astrônomos ratificou o nome, que Piazzi havia proposto. Naquela época, a foice foi escolhida como símbolo do planeta.

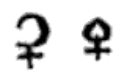
Símbolos para Ceres e 2 Pallas, conforme processados em 1802

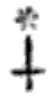
Símbolo de 3 Juno, conforme processado em 1804 com os símbolos tipográficos convenientes de um asterisco * e uma adaga girada †

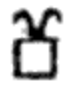
Símbolo de 4 Vesta, conforme processado em 1807

O símbolo de 2 Pallas, a lança de Pallas Athena, foi inventado pelo Franz Xaver von Zach, que organizou um grupo de 24 astrônomos para procurar um planeta entre as órbitas de Marte e Júpiter. O símbolo foi introduzido por von Zach em 1802. Em uma carta a von Zach, o descobridor Heinrich Olbers (que havia batizado o asteroide recém-descoberto) expressou sua aprovação do símbolo proposto, mas desejou que o cabo da foice de Ceres fosse adornado com um punho em vez de uma barra transversal, para melhor diferenciá-lo do símbolo de Vênus.
O astrônomo alemão Karl Ludwig Harding criou o símbolo de 3 Juno. Harding, que descobriu este asteroide em 1804, propôs o nome de Juno e o uso de um cetro com uma estrela no topo como seu símbolo astronômico.
O símbolo para 4 Vesta foi inventado pelo matemático alemão Carl Friedrich Gauss. Olbers, tendo previamente descoberto e nomeado 2 Pallas, deu a Gauss a honra de nomear sua mais recente descoberta. Gauss decidiu nomear o novo asteroide para a deusa Vesta, e também desenhou o símbolo (): o altar da deusa, com o fogo sagrado queimando nele. Outros escritores contemporâneos usam um símbolo mais elaborado () instead.
Karl Ludwig Hencke, um astrônomo amador alemão, descobriu os próximos dois asteroides, 5 Astraea (em 1845) e 6 Hebe (em 1847). Hencke solicitou que o símbolo para 5 Astraea fosse uma âncora de cabeça para baixo; no entanto, uma balança às vezes era usada em seu lugar. Gauss nomeou 6 Hebe a pedido de Hencke e escolheu uma taça de vinho como símbolo.
Conforme mais novos asteroides foram descobertos, os astrônomos continuaram a atribuir símbolos a eles. Assim, 7 Iris tinha como símbolo um arco-íris com uma estrela; 8 Flora, uma flor; 9 Metis, um olho com uma estrela; 10 Hygiea, uma cobra ereta com uma estrela em sua cabeça; 11 Partenope, um peixe em pé com uma estrela; 12 Victoria, uma estrela encimada por um ramo de louro; 13 Egeria, um broquel; 14 Irene, uma pomba carregando um ramo de oliveira com uma estrela na cabeça; 15 Eunomia, um coração coberto por uma estrela; 16 Psyche, uma asa de borboleta com uma estrela; 17 Thetis, um golfinho com uma estrela; 18 Melpomene, uma adaga sobre uma estrela; e 19 Fortuna, uma estrela sobre a Roda da Fortuna.
Johann Franz Encke fez uma grande mudança no Berliner Astronomisches Jahrbuch (BAJ, Berlin Astronomical Yearbook) para o ano de 1854, publicado em 1851. Ele introduziu números circundados em vez de símbolos, embora sua numeração tenha começado com Astraea, os primeiros quatro asteroides continuando a ser denotados por seus símbolos tradicionais. Essa inovação simbólica foi adotada muito rapidamente pela comunidade astronômica. No ano seguinte (1852), o número de Astraea aumentou para 5, mas Ceres a Vesta não foram listados por seus números até a edição de 1867. O círculo mais tarde se tornou um par de parênteses, e os parênteses às vezes eram totalmente omitidos nas décadas seguintes.
Alguns asteroides receberam símbolos de seus descobridores depois que a notação de número dentro do círculo se espalhou. 26 Proserpina, 28 Bellona, 35 Leukothea e 37 Fides, todos descobertos pelo astrônomo alemão Karl Theodor Robert Luther entre 1853 e 1855, foram atribuídos, respectivamente, a uma romã com uma estrela dentro; um chicote e uma lança; uma farol antigo; e uma cruz. 29 Amphitrite foi nomeado e atribuído a uma concha para seu símbolo por George Bishop, o proprietário do observatório onde o astrônomo Albert Marth o descobriu em 1854.
Todos esses símbolos são raros ou obsoletos na astronomia moderna. O principal uso de símbolos para planetas menores hoje é por astrólogos, que inventaram símbolos para muitos outros objetos, embora às vezes usem símbolos que diferem dos símbolos históricos para os mesmos corpos. Os símbolos astrológicos para 4 Vesta, 5 Astraea e 10 Hygiea, que são relativamente padrão entre os astrólogos, mas diferem dos símbolos astronômicos históricos, estão incluídos abaixo para referência.
| Nome          | Símbolo              | Ponto de código Unicode | Exibição Unicode | Representa |
| ------------- | -------------------- | ----------------------- | ---------------- | --- |
| 1 Ceres       | [ 15 ] [ 19 ] [ 39 ] | U+26B3 (dec 9907)       | ⚳                | Uma foice. Em algumas fontes, o símbolo de Saturno é o inverso. |
| 2 Pallas      | [ 43 ]               | U+26B4 (dec 9908)       | ⚴                | Uma lança. Em versões modernas, a ponta de lança tem uma forma de diamante mais ampla ou estreita. Em 1802, recebeu a forma de folha cordada. Uma variação tem uma cabeça triangular, devido a uma fusão com o símbolo alquímico para enxofre. |
| 3 Juno        | [ 44 ] [ 69 ]        | U+26B5 (dec 9909)       | ⚵                | Um cetro coberto com uma estrela. |
| 3 Juno        | [ 39 ] [ 70 ]        | —                       | —                | O símbolo de Vênus com uma estrela no topo. |
| 4 Vesta       | [ 45 ]               | —                       | —                | A lareira do templo com o fogo sagrado de Vesta. A forma original era uma caixa com o que parecia ser os chifres de Aries no topo. |
| 4 Vesta       | [ 15 ] [ 51 ] [ 70 ] | —                       | —                | Uma das primeiras formas elaboradas é um altar encimado por um incensário contendo o fogo sagrado. |
| 4 Vesta       | [ 47 ]               | U+26B6 (dec 9910)       | ⚶                | A forma moderna em forma de V data do uso astrológico na década de 1970; é uma abreviatura do anterior. |
| 5 Astraea     | [ 50 ] [ 51 ]        | —                       | —                | Uma âncora invertida. |
| 5 Astraea     | [ 71 ]               | —                       | —                | Uma balança de pesagem approx. U+2696 ⚖ |
| 5 Astraea     | [ 72 ]               | U+2BD9 (dec 11225)      | ⯙                | Símbolo moderno usado por astrólogos |
| 6 Hebe        | [ 52 ] [ 73 ] [ 74 ] | —                       | —                | Um copo de vinho. Originalmente composto como um triângulo ∇ colocado em uma base ⊥. |
| 6 Hebe        | [ 15 ] [ 39 ] [ 51 ] | —                       | —                | Um copo de vinho. Originalmente composto como um triângulo ∇ colocado em uma base ⊥. |
| 7 Iris        | [ 54 ] [ 63 ]        | —                       | —                | Um arco-íris com uma estrela dentro. |
| 7 Iris        | [ 15 ] [ 39 ]        | —                       | —                | Um arco-íris com uma estrela dentro. |
| 8 Flora       | [ 15 ] [ 51 ]        | —                       | —                | Uma flor. |
| 9 Metis       | [ 15 ] [ 39 ] [ 51 ] | —                       | —                | Um olho com uma estrela acima dele. |
| 10 Hygiea     | [ 56 ] [ 63 ]        | —                       | —                | Uma serpente com uma estrela. |
| 10 Hygiea     | [ 15 ] [ 51 ]        | U+2695 (dec 9877)       | ⚕                | Um Cetro de Asclépio |
| 10 Hygiea     | [ 72 ]               | U+2BDA (dec 11226)      | ⯚                | O símbolo astrológico moderno é um caduceu (muitas vezes confundido com o Cetro de Asclépio). |
| 11 Parthenope | [ 15 ] [ 56 ]        | —                       | —                | Um peixe com uma estrela |
| 11 Parthenope | [ 71 ]               | —                       | —                | Uma lira. |
| 12 Victoria   | [ 15 ] [ 51 ]        | —                       | —                | Uma estrela com um ramo de louro. |
| 13 Egeria     | [ 63 ]               | —                       | —                | Um broquel. |
| 14 Irene      | [ 71 ]               | —                       | —                | Uma pomba carregando um ramo de oliveira na boca e uma estrela na cabeça. |
| 15 Eunomia    | [ 15 ] [ 51 ]        | —                       | —                | Um coração com uma estrela no topo. |
| 16 Psyche     | [ 63 ]               | —                       | —                | Uma asa de borboleta e uma estrela. |
| 16 Psyche     | 16 Psyche            | —                       | —                | Uma asa de borboleta e uma estrela. |
| 17 Thetis     | [ 62 ]               | —                       | —                | Um golfinho e uma estrela. |
| 18 Melpomene  | [ 63 ]               | —                       | —                | Uma adaga sobre uma estrela. |
| 19 Fortuna    | [ 63 ]               | —                       | —                | Uma estrela sobre uma roda. |
| 26 Proserpina | [ 64 ]               | —                       | —                | Uma romã com uma estrela dentro. |
| 28 Bellona    | [ 65 ]               | —                       | —                | Chicote de Bellona / estrela da manhã e lança. |
| 29 Amphitrite | [ 75 ]               | —                       | —                | Uma "concha" (sem menção a uma estrela). |
| 35 Leukothea  | [ 66 ]               | —                       | —                | Um farol antigo. |
| 37 Fides      | [ 67 ]               | —                       | —                | Uma cruz latina, de fato mostrando terminações alargadas e arredondadas. |

## Símbolos para centauros e objetos transnetunianos
O nome e o símbolo de Plutão foram anunciados pelos descobridores em 1 de maio de 1930. O símbolo, , um monograma das letras PL, pode ser interpretado como representando Plutão ou Percival Lowell, o astrônomo que iniciou a busca do Observatório Lowell por um planeta além da órbita de Netuno. Este é o único símbolo de um planeta menor que não é raro na astronomia moderna. Plutão também tem um segundo símbolo que consiste em uma orbe planetária sobre o bidente de Plutão: é mais comum na astrologia do que na astronomia, e foi popularizado pelo astrólogo Paul Clancy, mas foi usado pela NASA para se referir a Plutão como um planeta anão. Existem alguns outros símbolos astrológicos de Plutão que são usados localmente. Plutão também tinha a abreviatura P da União Astronômica Internacional quando foi considerado o nono planeta.
Os outros grandes objetos transnetunianos só foram descobertos por volta do início do século XXI. Em geral, não se pensava que fossem planetas em sua descoberta, e os símbolos planetários já haviam caído em desuso entre os astrônomos até então. Denis Moskowitz propôs símbolos astronômicos para os prováveis planetas anões Quaoar, Sedna, Orcus, Haumea, Eris, Makemake e Gonggong. Seus símbolos são um tanto comuns entre os astrólogos (por exemplo, no programa Astrolog), que é onde os símbolos planetários são mais usados hoje. Os símbolos de Moskowitz para Haumea, Makemake e Eris também foram usados pela NASA. Seu símbolo de Eris, a Mão de Eris, é um símbolo tradicional do Discordianismo, uma religião que cultua a deusa Eris. Os símbolos de Moskowitz para Sedna e Eris estão em Unicode e os outros foram propostos para inclusão. Moskowitz e outros propuseram símbolos para vários outros objetos transnetunianos, mas há pouca consistência entre as fontes.
Da mesma forma, o símbolo do primeiro centauro reconhecido, 2060 Chiron, foi inventado por Al H. Morrison logo depois de ter sido descoberto por Charles T. Kowal e se tornou o padrão entre os astrólogos. No final da década de 1990, o astrólogo alemão Robert von Heeren criou símbolos para outros centauros baseados no modelo Chiron, embora apenas aqueles para 5145 Pholus e 7066 Nessus estejam incluídos no Unicode, e somente para Pholus no Astrolog.
| Nome            | Símbolo       | Ponto de código Unicode | Exibição Unicode | Representa |
| --------------- | ------------- | ----------------------- | ---------------- | --- |
| 2060 Chiron     | [ 47 ]        | U+26B7 (dec 9911)       | ⚷                | Uma chave, e também um monograma O-K para Objeto Kowal (Kowal sendo o descobridor de Chiron).                                                   |
| 5145 Pholus     | [ 72 ]        | U+2BDB (dec 11227)      | ⯛                | O símbolo de Quíron, com o K substituído por um P para Pholus.                                                                                  |
| 7066 Nessus     | [ 72 ]        | U+2BDC (dec 11228)      | ⯛                | O símbolo de Quíron, com o K substituído por um N para Nessus.                                                                                  |
| 50000 Quaoar    | [ 80 ]        | U+1F77E                 | 🝾                | Um Q de Quaoar combinado com uma canoa, estilizada para se assemelhar à arte rupestre afiada de Tongva.                                         |
| 90377 Sedna     | [ 80 ]        | U+2BF2 (dec 11250)      | ⯲                | Um monograma dos silábicos inuctitute para 'sa' e 'n', já que o nome inuit de Sedna é 'Sanna' (ᓴᓐᓇ); assemelha-se a uma foca ou peixe saltando. |
| 90482 Orcus     | [ 80 ]        | U+1F77F                 | 🝿                | Um monograma O-R para Orcus, estilizado para se assemelhar a uma caveira e o sorriso de uma orca.                                               |
| Plutão          | [ 13 ] [ 14 ] | U+2647 (dec 9799)       | ♇                | Um monograma P-L para Plutão e Percival Lowell.                                                                                                 |
| Plutão          | [ 79 ]        | U+2BD3 (dec 11219)      | ⯓                | Uma orbe planetária sobre o bidente de Plutão.                                                                                                  |
| 136108 Haumea   | [ 79 ]        | U+1F77B                 | 🝻                | Fusão de petróglifos havaianos para mulher e nascimento, já que Haumea era a deusa de ambos.                                                    |
| 136199 Eris     | [ 79 ]        | U+2BF0 (dec 11248)      | ⯰                | A Mão de Éris. |
| 136472 Makemake | [ 79 ]        | U+1F77C                 | 🝼                | Rosto gravado do deus Rapa Nui Makemake, também semelhante a um M.                                                                              |
| 225088 Gonggong | [ 80 ]        | U+1F77D                 | 🝽                | Caractere chinês 共 gòng (o primeiro caractere no nome de Gonggong), combinado com a cauda de uma cobra.                                        |

## Símbolos do zodíaco e outras constelações

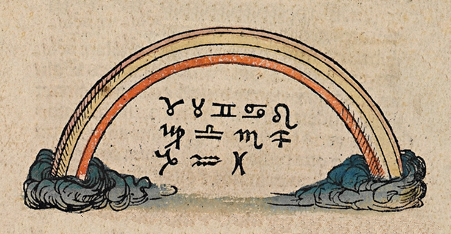
Um manuscrito do final do século XV com os símbolos do zodíaco

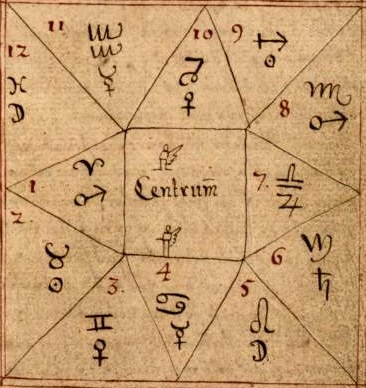
Um manuscrito de meados do século XVIII com símbolos para os signos e planetas. Observe as formas distintas de Virgem (6), Escorpião (8), Capricórnio (10) e Aquário (11)

Os símbolos do zodíaco têm várias interpretações astronômicas. Dependendo do contexto, um símbolo do zodíaco pode denotar uma constelação ou um ponto ou intervalo no plano da eclíptica.
Listas de fenômenos astronômicos publicadas por almanaques às vezes incluíam conjunções de estrelas e planetas ou a Lua; em vez de imprimir o nome completo da estrela, às vezes era usada uma letra grega e o símbolo da constelação da estrela. A eclíptica às vezes era dividida em 12 signos, cada um subdividido em 30 graus, e o componente de signo da longitude eclíptica era expresso com um número de 0 a 11 ou com o símbolo zodiacal correspondente.
Na literatura astronômica moderna, todas as constelações, incluindo as 12 do zodíaco, têm abreviações de 3 letras dedicadas, que se referem especificamente a constelações em vez de signos. Os símbolos do zodíaco às vezes também são usados para representar pontos na eclíptica, particularmente os solstícios e equinócios. Cada símbolo representa o "primeiro ponto" de cada signo, em vez do local na constelação visível onde o alinhamento é observado. Assim, ♈︎ o símbolo para Áries representa o equinócio de março; ♋︎, para Câncer, o solstício de junho; ♎︎, para Libra, o equinócio de setembro; e ♑︎, para Capricórnio, o solstício de dezembro. O símbolo ♈︎ para Áries, em particular, é comumente usado na astronomia moderna para representar a localização do ponto de referência em movimento (lentamente) para os sistemas de coordenadas celestes da eclíptica e equatorial.
| Nome        | Abreviatura da IAU | Signos | Graus | Símbolo      | Tradução               | Ponto de código Unicode | Exibição Unicode |
| ----------- | ------------------ | ------ | ----- | ------------ | ---------------------- | ----------------------- | ---------------- |
| Aries       | Ari                | 0      | 0°    | [ 88 ] [ 5 ] | Carneiro               | U+2648 (dec 9800)       | ♈︎               |
| Taurus      | Tau                | 1      | 30°   | [ 88 ] [ 5 ] | Touro                  | U+2649 (dec 9801)       | ♉︎               |
| Gemini      | Gem                | 2      | 60°   | [ 88 ] [ 5 ] | Geminado               | U+264A (dec 9802)       | ♊︎               |
| Cancer      | Cnc                | 3      | 90°   | [ 88 ] [ 5 ] | Caranguejo             | U+264B (dec 9803)       | ♋︎               |
| Leo         | Leo                | 4      | 120°  | [ 88 ] [ 5 ] | Leão                   | U+264C (dec 9804)       | ♌︎               |
| Virgo       | Vir                | 5      | 150°  | [ 88 ] [ 5 ] | Donzela                | U+264D (dec 9805)       | ♍︎               |
| Libra       | Lib                | 6      | 180°  | [ 88 ] [ 5 ] | Escalas                | U+264E (dec 9806)       | ♎︎               |
| Scorpio     | Sco                | 7      | 210°  | [ 88 ] [ 5 ] | Escorpião              | U+264F (dec 9807)       | ♏︎               |
| Sagittarius | Sgr                | 8      | 240°  | [ 88 ] [ 5 ] | Arqueiro               | U+2650 (dec 9808)       | ♐︎               |
| Capricorn   | Cap                | 9      | 270°  | [ 88 ] [ 5 ] | Tendo chifres de cabra | U+2651 (dec 9809)       | ♑︎               |
| Aquarius    | Aqr                | 10     | 300°  | [ 88 ] [ 5 ] | Carregador de água     | U+2652 (dec 9810)       | ♒︎               |
| Pisces      | Psc                | 11     | 330°  | [ 88 ] [ 5 ] | Peixes                 | U+2653 (dec 9811)       | ♓︎               |

Ophiuchus foi proposto como o décimo terceiro signo do zodíaco pelo astrólogo Walter Berg em 1995, que lhe deu um símbolo que se tornou popular no Japão.
| Nome      | Abreviatura da IAU | Símbolo | Tradução               | Ponto de código Unicode | Exibição Unicode |
| --------- | ------------------ | ------- | ---------------------- | ----------------------- | ---------------- |
| Ophiuchus | Oph                | [ 5 ]   | O portador da serpente | U+26CE (dec 9934)       | ⛎︎               |

Nenhuma das constelações possui símbolos oficiais. No entanto, símbolos ocasionais para as constelações modernas, bem como os mais antigos que ocorrem na nomenclatura moderna, apareceram na publicação:
| Andrômeda Antlia Apus Aquarius Aquila Ara Argo Navis Aries Auriga Boötes Caelum Camelopardalis Cancer Canes Venatici Canis Major Canis Minor Capricornus Carina Cassiopeia Centaurus Cepheus Cetus Chamaeleon | Circinus Columba Coma Berenices Corona Australis Corona Borealis Corvus Crater Crux Cygnus Delphinus Dorado Draco Equuleus Eridanus Fornax Gemini Grus Hercules Horologium Hydra Hydrus Indus Lacerta | Leo Leo Minor Lepus Libra Lupus Lynx Lyra Mensa Microscopium Monoceros Musca Norma Octans Ophiuchus Orion Pavo Pegasus Perseus Phoenix Pictor Pisces Piscis Austrinus Puppis | Pyxis Quadrans Muralis Reticulum Sagitta Sagittarius Scorpius Sculptor Scutum Serpens Serpens Cauda Serpens Caput Sextans Taurus Telescopium Triangulum Triangulum Australe Tucana Ursa Major Ursa Minor Vela Virgo Volans Vulpecula |

## Outros símbolos
Símbolos para aspectos e nós aparecem em textos medievais, embora o uso medieval e moderno dos símbolos de nós difiram; o símbolo do nó ascendente moderno (☊) anteriormente representava o nó descendente, e o símbolo do nó descendente moderno (☋) era usado para o nó ascendente. Ao descrever os elementos Keplerianos de uma órbita, ☊ às vezes é usado para denotar a longitude eclíptica do nó ascendente, embora seja mais comum usar Ω (ômega maiúsculo), que era originalmente um substituto tipográfico para o símbolo astronômico.
Os símbolos dos aspectos aparecem pela primeira vez nos códices bizantinos. Dos símbolos para os cinco aspectos ptolomaicos, apenas os três exibidos aqui, para conjunção, oposição e quadratura, são usados na astronomia.
Símbolos para um cometa (☄) e uma estrela () foram usados em observações astronômicas publicadas de cometas. Nas tabelas dessas observações, ☄ representava o cometa sendo discutido e  a estrela de comparação em relação à qual as medições da posição do cometa foram feitas.
| Nome                   | Símbolo              | Ponto de código Unicode | Exibição Unicode |
| ---------------------- | -------------------- | ----------------------- | ---------------- |
| Nó ascendente          | [ 14 ] [ 19 ]        | U+260A (dec 9738)       | ☊                |
| Nó descendente         | [ 14 ] [ 19 ]        | U+260B (dec 9739)       | ☋                |
| Conjunção              | [ 19 ] [ 20 ]        | U+260C (dec 9740)       | ☌                |
| Oposição               | [ 19 ] [ 20 ]        | U+260D (dec 9741)       | ☍                |
| Ocultação              | Ocultação            | U+1F775                 | 🝵                |
| Eclipse lunar          | Eclipse lunar        | U+1F776                 | 🝶                |
| Quadratura             | [ 19 ] [ 20 ]        | U+25A1 (dec 9633)       | □                |
| Cometa                 | [ 19 ] [ 75 ] [ 97 ] | U+2604 (dec 9732)       | ☄                |
| Estrela                | [ 19 ] [ 75 ] [ 97 ] | U+2605 (dec 9733)       | ★                |
| Anel planetário (raro) | [ 98 ]               | U+1FA90 (dec 129680)    | 🪐︎               |